# Otto Piltz

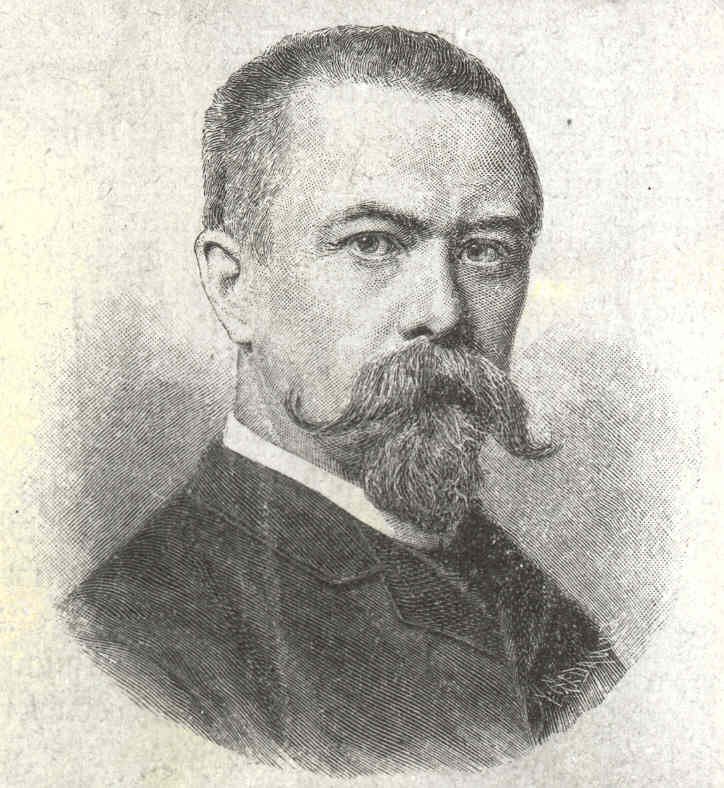
Porträt Otto Piltz (Holzstich von H. Gedan aus „Daheim“, 1887)

Otto Piltz (* 28. Juni 1846 in Allstedt; † 20. August 1910 in Pasing) war ein deutscher Maler.

## Ausbildung
Nach einer Lehre zum Dekorationsmaler in Halle (Saale) von 1866 bis 1871 studierte er Malerei an der Kunstschule in Weimar im Fach Genremalerei bei Paul Thumann, Bernhard Plockhorst und Charles Verlat.

## Leben und Werk

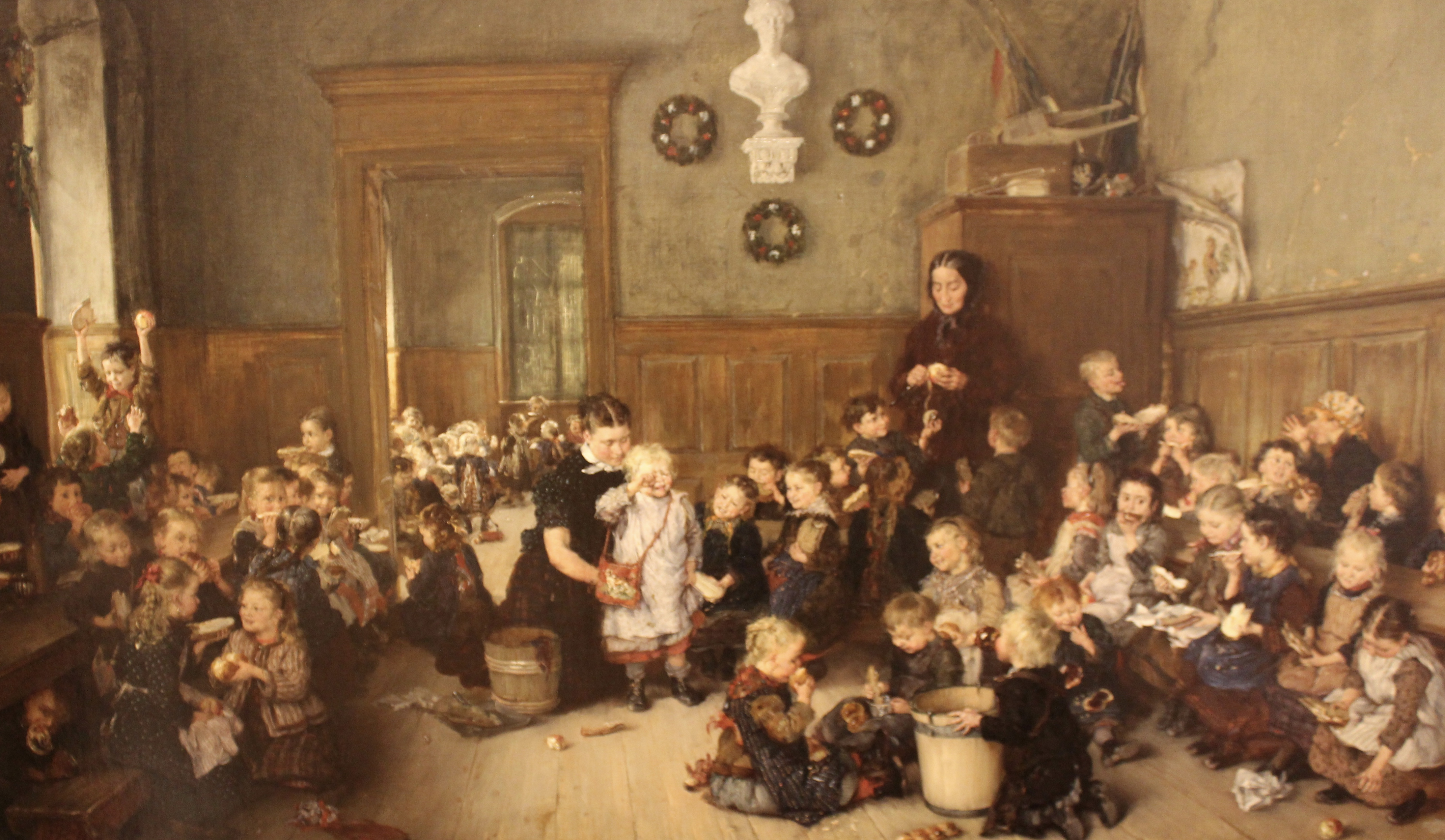
Die Verwahrschule in Weimar, um 1876

In den 1870er Jahren arbeitete er wiederholt in den Künstlerkolonien Kleinsassen und Willingshausen. Er lebte bis 1886 in Weimar, bis 1889 in Berlin und danach bis zu seinem Tode in Pasing.
Er malte dörfliche und städtische Szenen, Menschen in der Schule, in der Ausbildung, bei der Arbeit, beim Kirchgang und bei Festen. Seine Stärke war die lebendige Darstellung von Kindern, was Adolph Menzel zu dem Bild „Die Verwahrschule in Weimar“ in einem Brief an ihn besonders würdigte. 
Seine Motive fand er in Thüringen (Oberweimar, Sömmerda), Hessen (Cappel bei Marburg), Berlin, Spreewald, Bayern (Würzburg, Walderbach, Pasing, Dachau, Markt Indersdorf), Tirol (Rattenberg) und in Volendam in Holland, die Darstellung der zu seiner Zeit noch getragenen Trachten war ihm dabei wichtig.
Otto Piltz ist der Genremalerei und dem Realismus des 19. Jahrhunderts zuzuordnen, Impressionisten wie Max Liebermann, der gleichzeitig in Weimar studierte, beeinflussen ihn.
Mit dem jungen Franz Marc war er befreundet, gelegentlich machten sie Anfang des 20. Jahrhunderts gemeinsame Mal-Ausflüge in das Dachauer Moos.
Sein Schwager war der Maler Wilhelm Georg Ritter, ein Schwiegersohn war der Architekt Wilhelm Büning.

## Galerie einiger charakteristischer Werke

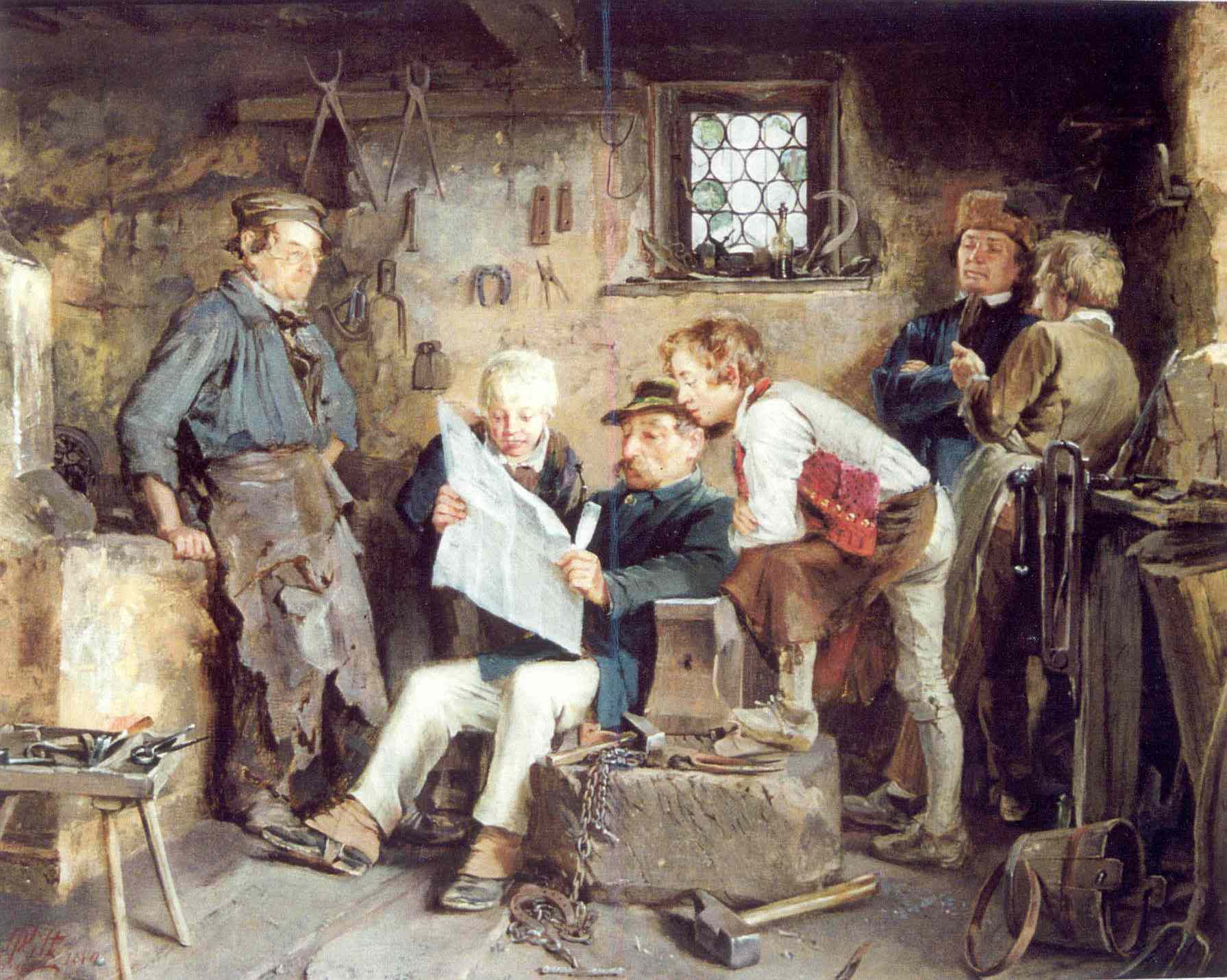
Die Politiker, 1870
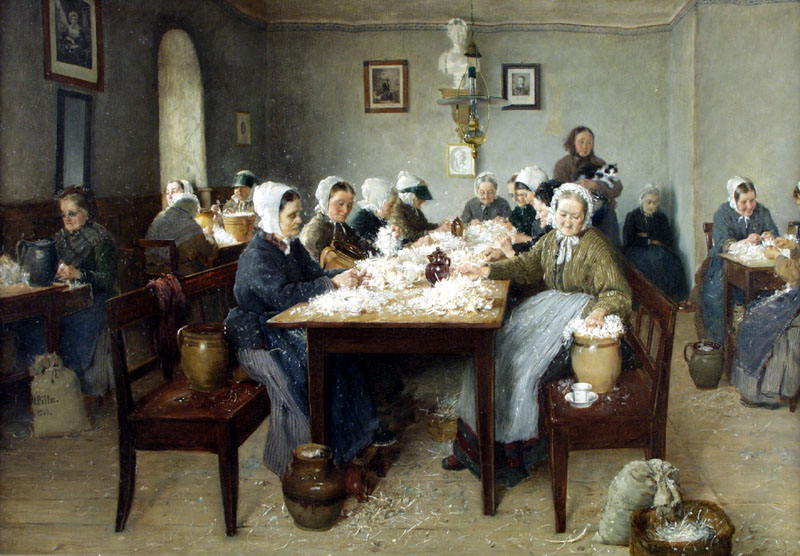
Federnschleißen an einem Novemberabend im Luisenstift Weimar, 1877
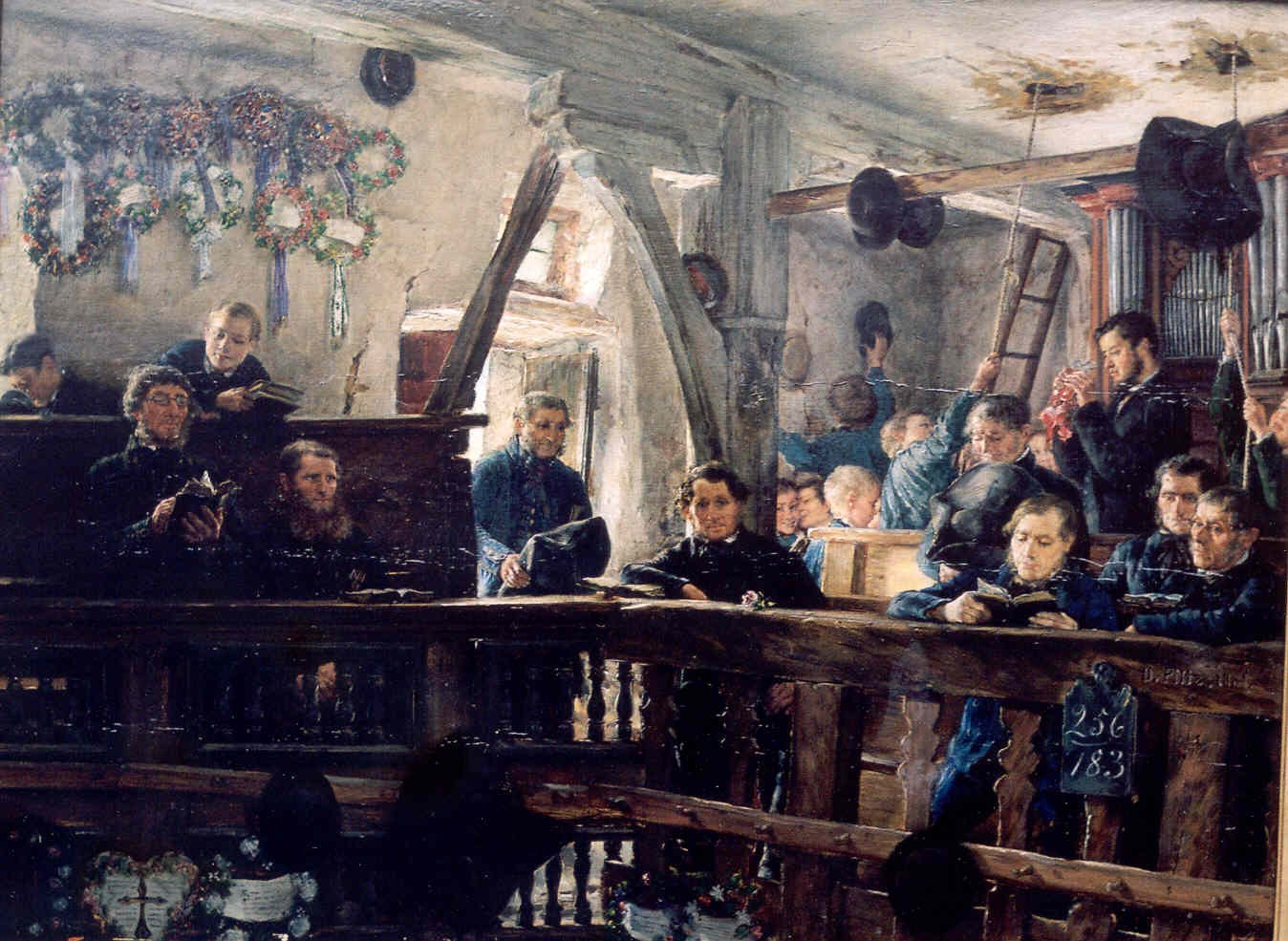
Auf dem Ersten Stand, Vor dem Gottesdienst in der Dorfkirche (Cappel), 1881
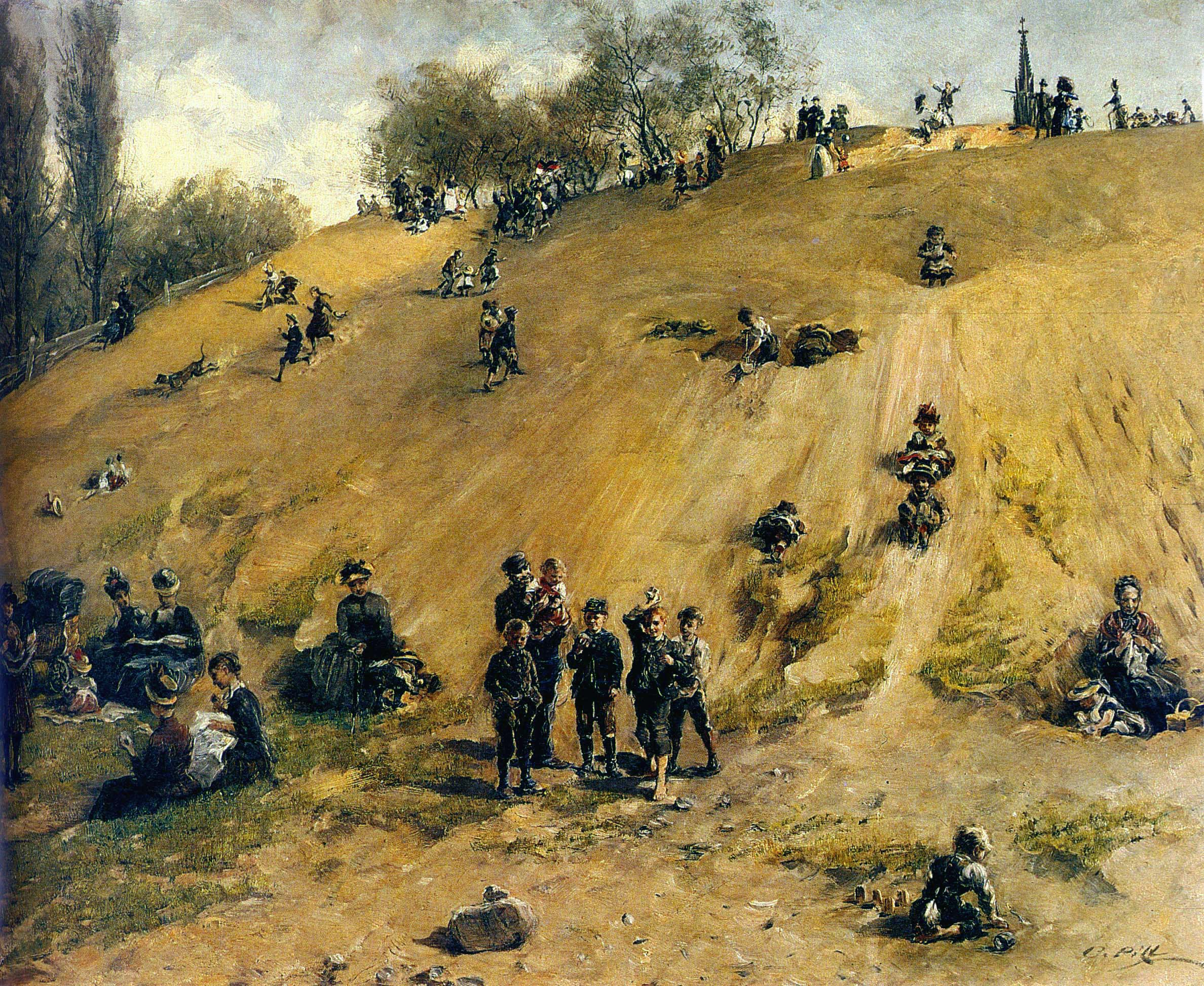
Volkstreiben auf dem Kreuzberg in Berlin, um 1886
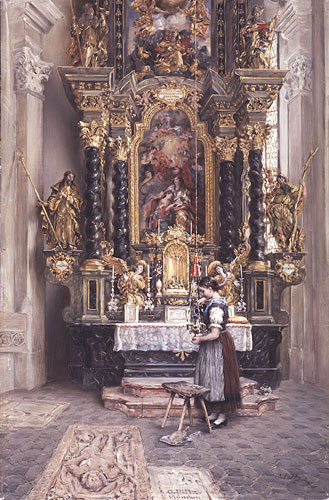
Mädchen vor dem Anna-Altar in der Stadtpfarrkirche in Rattenberg in Tirol, um 1890
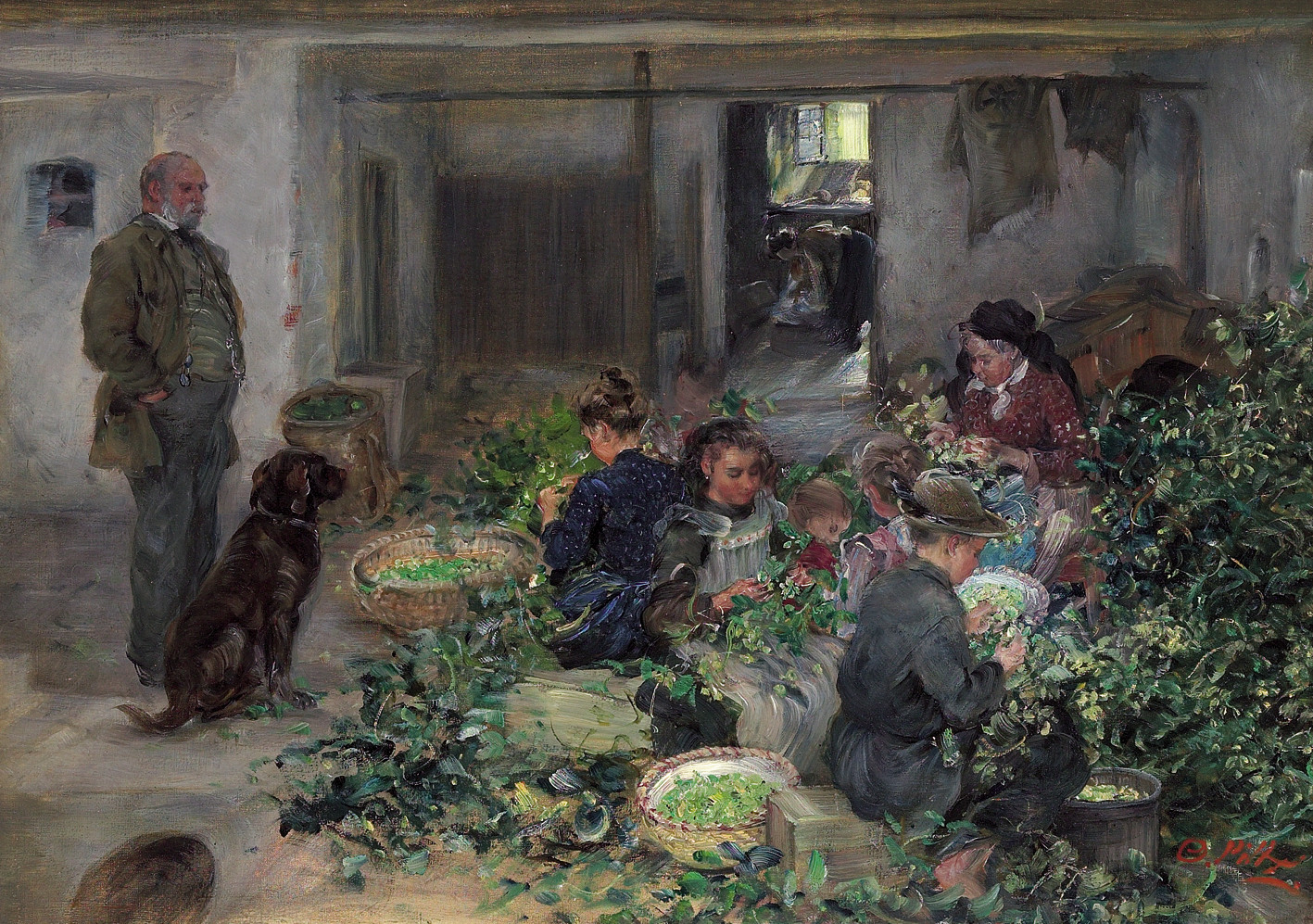
Hopfenernte, Hopfenzupfen in Bayern um 1907

## Ausstellungen und Auszeichnungen
1882 erfolgte seine Ernennung zum Professor durch Carl Alexander, Großherzog von Sachsen-Weimar-Gotha, ein Lehramt war damit nicht verbunden.
Er stellte auf den jährlichen Kunstausstellungen in Berlin und München (Glaspalast) aus. Auf der Pariser Weltausstellung 1878 war er mit dem Bild „Turnunterricht auf dem Lande“ vertreten. Auf der International Exhibition 1884 in London erhielt er eine Medaille, „Ehrenvolle Erwähnungen“ bei der Jubiläumsausstellung 1886 und der Jahresausstellung 1889 in Berlin sowie 1904 die „Goldene Staatsmedaille“ des Kunstvereins Salzburg.
1893 schloss er sich der Münchner Sezession an, stellte aber auch weiter in der Künstlergenossenschaft und dem Kunstverein aus.